# FCV 덴더르 EH

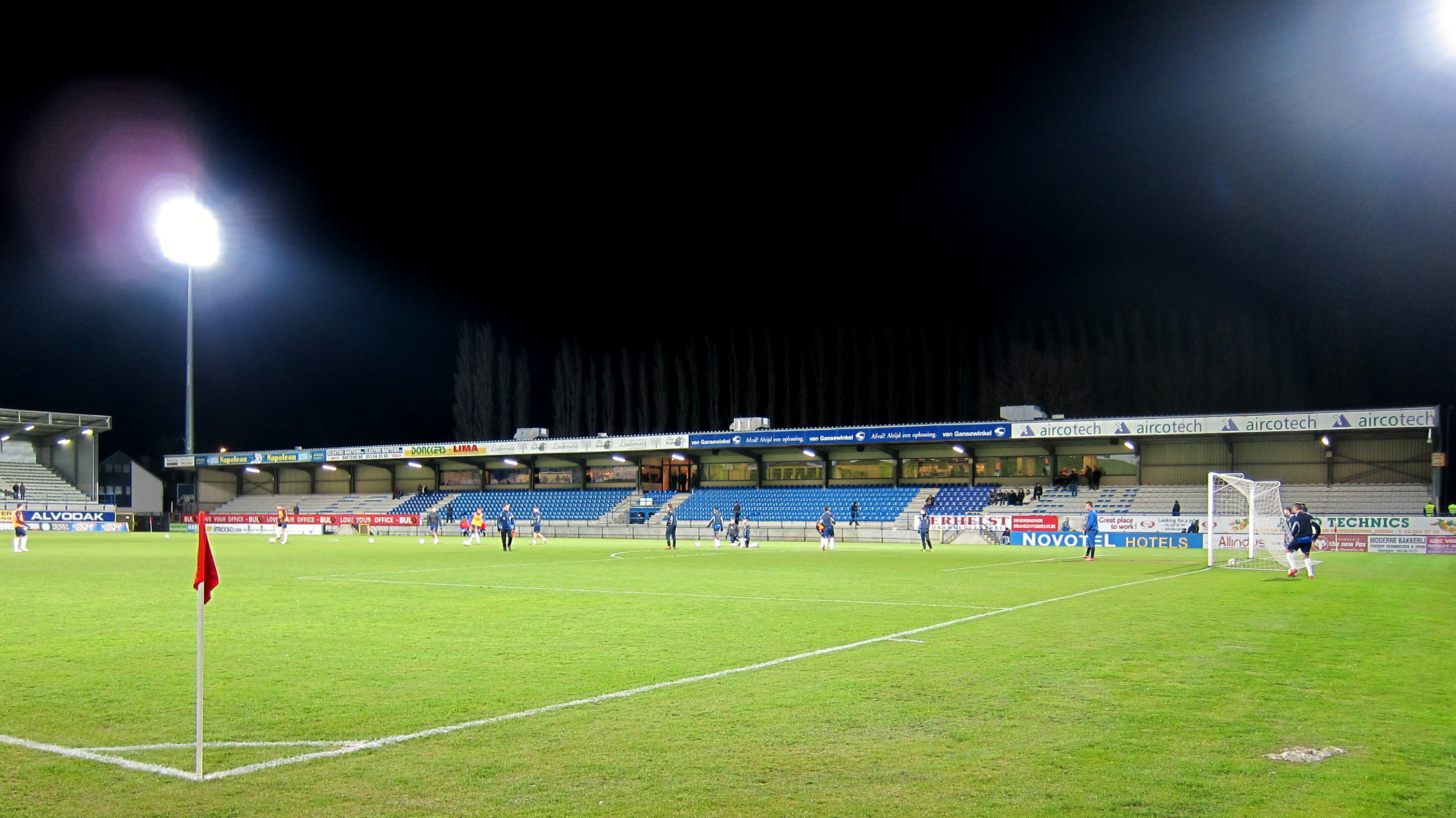

FCV 덴더르 EH(Football Club Verbroedering Dender Eendracht Hekelgem)는 벨기에 덴더를라이위의 축구 클럽으로, 2024-25 시즌부터 벨기에 최상위 리그인 벨기에 프로 리그에 참가하고 있다.

## 선수 명단

### 현역
참고: FIFA 자격 규정에 따라 소속된 국가대표팀 국기를 표시합니다. 선수는 복수의 FIFA 비회원국 국적을 가지고 있을 수 있습니다.
| 번호 | 포지션 | 국적     | 이름            |
| ---- | ------ | -------- | --------------- |
| 17   | FW     | 카메룬   | 압둘라예 야하하 |
| 19   | FW     | 튀르키예 | 알리 아크만     |

| 번호 | 포지션 | 국적 | 이름 |
| ---- | ------ | ---- | ---- |

## 역대 감독
| 감독            | 임기        |
| --------------- | ----------- |
| 비탈 보르컬만스 | 2010 ~ 2012 |

## 역대 성적
- 벨기에 2부 리그: 우승 1회 (2006-07)
- 벨기에 3부 A 리그: 우승 1회 (2005–06)